# トロピカル・ダンディー
『トロピカル・ダンディー』（TROPICAL DANDY）は、1975年6月25日に発売された細野晴臣通算2作目のスタジオ・アルバム。

## 概要
- 細野は1974年、ベルウッド・レコードから日本クラウンへ移籍した。
- レコーディングは11月25日に開始された。
- バックの演奏のメンバーは、当時キャラメル・ママから細野の加入により、ティン・パン・アレーへと改称した、林立夫、松任谷正隆、鈴木茂などが参加している。
- 本作と次作『泰安洋行』、さらにアルファレコードから発表された『はらいそ』の三枚は「トロピカル三部作」と呼ばれている。
- ライナーで細野はニューヨーク・ラテンがサルサ（ソースの意）と呼ばれているのをヒントに、このアルバムを「“ソイ・ソース”（=醤油）ミュージック」と名付けている[2]。

## 収録曲

### SIDE A
1. CHATTANOOGA CHOO CHOO
作詞：マック・ゴードン（英語版）、日本語訳・編曲：細野晴臣 作曲：ハリー・ウォーレン（英語版）
2. HURRICANE DOROTHY
作詞・作曲・編曲：細野晴臣
1937年の映画『ハリケーン』をイメージして作られた。映画の主演はドロシー・ラムーア[3]。発売当時は、シングルカットされる予定だった[4]。
3. 絹街道
作詞・作曲・編曲：細野晴臣
後にシングルカットされる（B面はハニー・ムーン）。コーラスに南こうせつが参加している。
4. 熱帯夜
作詞・作曲・編曲：細野晴臣
5. 北京DUCK
作詞・作曲・編曲：細野晴臣
翌年、シングルカットされる（B面はブラックピーナッツ）。シングル用に録り直す。

### SIDE B
1. 漂流記
作詞・作曲：細野晴臣、編曲：矢野誠
『宵侍草』のサウンドトラックとして制作されたものに歌詞がつけられたもの。
2. HONEY MOON
作詞・作曲・編曲：細野晴臣
3. 三時の子守唄
作詞・作曲：細野晴臣、編曲：矢野誠
4. 三時の子守唄 (Instruments)
作曲：細野晴臣、編曲：矢野誠
5. 漂流記 (Instruments)
作曲・編曲：細野晴臣

## ハリー細野 クラウン・イヤーズ1974-1977
- 2007年にボックスセットとして発売されたトロピカル・ダンディーにはボーナストラックが収録されている。

1. チャタヌガ・チュー・チュー
2. ハリケーン・ドロシー
3. 絹街道
4. 熱帯夜
5. 北京ダック
6. 漂流記
7. ハニー・ムーン
8. 三時の子守唄
9. 三時の子守唄(Instruments)
10. 漂流記(Instruments)
ボーナストラック
11. チュー・チュー・ガタゴト'75
作詞・作曲：細野晴臣、編曲：ティン・パン・アレー、ホーンアレンジ：細野晴臣、コーラスアレンジ：山下達郎
ティン・パン・アレーのアルバム『キャラメル・ママ』収録曲。
12. イエロー・マジック・カーニバル
作詞・作曲：細野晴臣、編曲：ティン・パン・アレー、ストリングスアレンジ：松任谷正隆
ティン・パン・アレーのアルバム『キャラメル・ママ』収録曲。
13. 薔薇と野獣
作曲・編曲：細野晴臣
ティン・パン・アレーのアルバム『ティン・パン・アレー2』収録曲。
14. アヤのバラード
作曲・編曲：細野晴臣
ティン・パン・アレーのアルバム『キャラメル・ママ』収録曲。
15. “宵待草”のテーマ Part1 〜漂流記
作曲・編曲：細野晴臣、ホーン&ストリングスアレンジ：矢野誠
ティン・パン・アレー名義の楽曲。ティン・パン・アレーの楽曲で唯一シングル発売されたもの。
16. “宵待草”のテーマ Part2 〜漂流記
作曲・編曲：細野晴臣、ホーン&ストリングスアレンジ：矢野誠

## 参加ミュージシャン
- 細野晴臣：エレクトリックベース、ボーカル、メロトロン、マリンバ、アコースティック・ギター、エレクトリック・ギター、クラビネット、カウベル、ホイッスル、コーラス
- 松任谷正隆：ピアノ、ハモンドオルガン
- 鈴木茂：エレクトリック・ギター
- 林立夫：ドラムス、パーカッション
- 佐藤博：ピアノ、クラビネット
- 浜口茂外也：パーカッション
- 矢野誠：ストリングス、アレンジ
- 伊藤銀次：エレクトリック・ギター
- 吉田美奈子：デュエットボーカル、コーラス
- 久保田麻琴：コーラス、スキャットボーカル
- 福島照之：トランペット
- 駒沢裕城：スティール・ギター
- 国吉征之：フルート
- 山下洋治：ウクレレ
- クレア・フランシス：ボイス
- 伊集加代子：コーラス
- 南こうせつ：コーラス